# 武柱國 (明朝)
武柱國（？—？），南直隸淮安府山陽縣人，明朝政治人物。

## 生平
武柱國是天啟七年（1627年）丁卯科應天鄉試第五十七名舉人。攜子前往南直隸，同溺死江中。繼室許氏，年方二十五，苦守五十九年卒。